# Lula Cardoso Ayres
Lula Cardoso Ayres (Rio Formoso, 26 de setembro de 1910 — Recife, 30 de junho de 1987) foi um pintor vanguardista e programador visual brasileiro. Foi aluno do artista alemão Hemrich Moser e discípulo de Cândido Portinari.
Aos doze anos de idade já demonstrava os seus dons artísticos. O seu desenvolvimento artístico foi incentivado pelo pai João Cardoso Ayres, dono da Usina Cacau e reconhecido na região como o "Rei do Açúcar".